# Go-Momozono
Keizer Go-Momozono (後桃園天皇, Go-Momozono-tennō, 5 augustus 1758 – 16 december 1779) was de 118e keizer van Japan, volgens de traditionele opvolgvolgorde. Hij regeerde van 23 mei 1771 tot zijn dood op 16 december 1779.
Go-Momozono was vernoemd naar zijn vader, de voormalige keizer Momozono. Het voorvoegsel go- (後), kan worden vertaald als “later” of “tweede”, waardoor zijn naam vrij vertaald “Momozono de tweede” betekent. Zijn persoonlijke naam (imina) was Hidehito (英仁).
Omdat Go-Momozono nog maar vijf jaar oud was toen zijn vader stierf, nam eerst zijn tante, Go-Sakuramachi, de troon over. In 1768 werd Go-Momozono officieel tot kroonprins benoemd. In 1771 stond Go-Sakuramachi de troon aan hem af. Go-Momozono kampte echter met een zwakke gezondheid. Na een regeerperiode van 9 jaar werd hij getroffen door een dodelijke ziekte. Omdat hij geen zoon had die hem kon opvolgen, drong Go-Sakuramachi er bij het hof op aan dat Go-Momozono zijn verre neef prins Tomohito (兼仁親王), de zesde zoon van prins Kan'in-no-miya Sukehito (zelf een kleinzoon van keizer Sakuramachi), zou adopteren als erfgenaam. Dit werd de latere keizer Kōkaku.
Go-Momozono werd 21 jaar oud. De nationale rouwperiode duurde vijf dagen
* Regent Jingu staat niet op de traditionele lijst.